# 寒河江市立寒河江小学校
寒河江市立寒河江小学校（さがえしりつさがえしょうがっこう）は、山形県寒河江市にある公立小学校。

## 概要
主に寒河江市の中心部（寒河江市役所や寒河江郵便局）や左沢線北側を学区としている。寒河江市内では中部小学校に次ぎ2番目に多い児童数である。

## 沿革
- 1873年5月10日 - 寒河江学校を楯西村本願寺に開校[1]
- 1874年1月 - 寒河江学校本楯分校を満福寺に置く
- 1875年9月 - 楯北村内楯の穀倉を改造し、寒河江学校を校舎とした
- 1874年3月 - 寒河江学校を楯南村旧本陣(寒河江代官所)跡に移す
- 1878年 - 寒河江学校本楯分校を本校に合併する
- 1885年 - 児童数が増加したため、陽春院に仮分教場を置く
- 1886年4月 - 仮分教場を祐林寺に移す
- 1887年 - 校名が寒河江高等尋常小学校となる
- 1888年9月 - 下西小路（寒河江城二の丸跡）に新校舎が完成する
- 1892年 - 校名が寒河江尋常高等小学校となる
- 1901年4月 - 増築の東校舎が完成する
- 1907年 - 校旗を制定する（三筋の校旗）
- 1908年 - 尋常科が六ヵ年となる
- 1915年10月 - 校訓と校歌を制定する
- 1918年 - 北校舎と北体操場が完成する
- 1929年 - 文集「やなぎ」第一号を発刊する
- 1930年6月 - 鉄筋コンクリート３階建ての校舎と講堂が完成する
- 1941年4月 - 校名が寒河江国民学校となる
- 1945年5月 - 日立亀有工場が寒河江小学校に疎開する
- 1947年4月 - 校名が寒河江町立寒河江小学校となる
- 1948年 - 父母と教師の会が結成する
- 1952年 - 校歌を制定する　作詞　安孫子恒雄、作曲　海鉢義美
- 1954年8月1日 - 町村合併により校名が寒河江市立寒河江小学校となる
- 1958年5月 - 特殊学級を置く
- 1958年8月 - 南校舎が完成する
- 1959年4月 - 給食が完全実施となる
- 1959年8月 - 中央校舎が完成する・校章を制定する
- 1961年 - 校旗を制定する
- 1963年7月 - プールが完成する（創立90周年記念）
- 1968年 - 創立95周年記念の学校図書館が完成する
- 1965年 - 給食調理室を改築する
- 1970年 - 校歌歌碑を建立する
- 1971年 - PTA新聞「通信やなぎ」を創刊する
- 1973年11月 - 創立100周年記念「寒河江小学校百年のあゆみ」を出版する
- 1976年 - ブラスバンド隊を結成する
- 1980年4月 - 寒河江小学校より寒河江中部小学校を分離する。
- 1980年4月 - 特殊学級が3学級となる
- 1985年 - シンボルのやなぎを伐採する
- 1986年7月 - 新校舎、体育館が完成する
- 1986年12月 - グラウンドが完成する
- 1987年7月 - プールが完成する
- 1992年 - べにばな国体マーチング演技披露
- 1993年4月 - 特殊学級が4学級となる
- 1995年 - 通級指導教室（ことばの教室）を開設する。
- 2013年 - 太陽光パネルを設置
- 2020年 - タブレット型パソコン462台を全児童・各担任へ貸与
- 2021年 - GIGAスクール構想無線LANを校内各所に整備

## 所在地
- 山形県寒河江市丸の内1丁目3-8

## 学区
- 八幡町、長岡町、山岸南、山岸、石持、丑町、横町、新町、西の町、駅前、幸町、十日市場、道場小路、南町、丸内、越井坂、東新山、新山、矢の目、七日町、東内楯、中内楯、南内楯、新宿、桜小路、末広町、中央、日の出町、みずき

## 児童数
| 年度                      | 男子 | 女子 | 計  |
| ------------------------- | ---- | ---- | --- |
| 2002（平成14）年度        | 246  | 248  | 494 |
| 2003（平成15）年度        | 246  | 241  | 487 |
| 2004（平成16）年度        | 242  | 235  | 477 |
| 2005（平成17）年度        | 244  | 225  | 469 |
| 2006（平成18）年度        | 242  | 220  | 462 |
| 2007（平成19）年度        | 238  | 218  | 456 |
| 2008（平成20）年度        | 246  | 220  | 466 |
| 2009（平成21）年度        | 241  | 219  | 460 |
| 2010（平成22）年度        | 231  | 222  | 453 |
| 2011（平成23）年度        | 232  | 221  | 453 |
| 2012（平成24）年度        | 231  | 210  | 441 |
| 2013（平成25）年度        | 229  | 211  | 440 |
| 2014（平成26）年度        | 225  | 203  | 428 |
| 2015（平成27）年度        | 228  | 196  | 424 |
| 2016（平成28）年度        | 228  | 183  | 411 |
| 2017（平成29）年度        | 221  | 201  | 422 |
| 2018（平成30）年度        | 219  | 203  | 422 |
| 2019（平成31/令和元）年度 | 235  | 203  | 438 |
| 2020（令和2）年度         | 233  | 210  | 443 |
| 2021（令和3）年度         | 233  | 201  | 434 |
| 2022（令和4）年度         | 223  | 208  | 431 |
| 2023（令和5）年度         | 217  | 193  | 410 |
| 2024（令和6）年度         | 207  | 188  | 395 |
| 2025（令和7）年度         | 217  | 193  | 410 |

## 卒業後
- 陵東中学校へ進学する。